# سيرهي كوفهانكو
سيرهي كوفهانكو (بالأوكرانية: Ковганко Сергій Миколайович)‏ (مواليد 23 مارس 1974) هو ملاكم أوكراني، مثّل بلاده في الألعاب الأولمبية الصيفية 1996.

## روابط خارجية
سيرهي كوفهانكو على موقع أوليمبيديا (الإنجليزية)